# アルザス成城学園
アルザス成城学園（アルザスせいじょうがくえん、仏: Lycée Seijo d'Alsace）は、かつてフランスにあった、日本人のための教育施設（リセ）である。設置者は学校法人成城学園（東京都世田谷区）で、2005年（平成17年）に廃止されるまでの19年間に、合計556人が卒業した。

## 概要

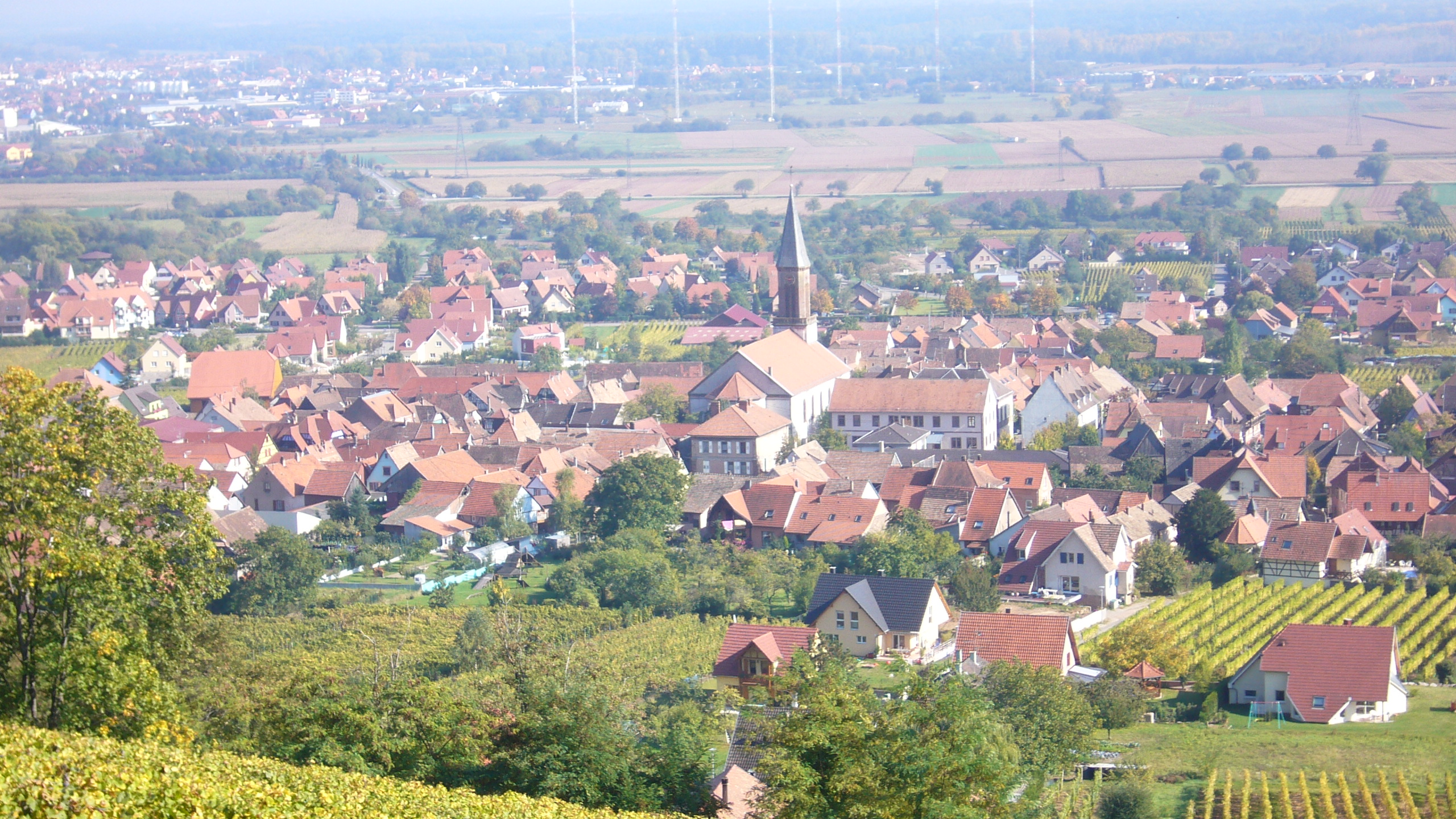
アルザス成城学園のあった、キンツハイムの村

ドイツ国境に近い、アルザス地方オー＝ラン県の町、コルマール郊外のキンツハイム（Kientzheim）に、ヨーロッパやアフリカなどに駐在する駐在員の子弟を中心とした日本人のためのボーディングスクールとして、1986年（昭和61年）に開校した。
中等部と高等部が同時に開設され、いずれも同年、文部省（当時）から在外教育施設として認定された。古い修道院を改修した建物が校舎として使用されていた。
「親の仕事などで海外にやむなく駐在する子女の教育のために」独自性と国際性を持った子供を育てることが目標とされていたが、実際には駐在員の子弟だけではなく両親とも日本に在住する裕福な子女が「留学」してくるケースも多かった。
アルザス成城学園の卒業生には、女優の深田あきや宮崎瑠依、ものまねタレントの知香、政治家の中山泰秀や羽田次郎、ラジオDJでサーファーの堀内尚子などがいる。その多くが「留学生」である。

## 生徒数の減少による廃校
バブル経済の崩壊後、日本経済の停滞に伴う現地日本人の減少と、少子化の影響から生徒数は急減、それに伴って2003年（平成15年）には中等部、2005年（平成17年）には高等部が、それぞれ順次廃止されて閉校となった（公益財団法人 海外子女教育振興財団のウェブサイトは閉校時期を、2000年3月と記載している）。
2005年（平成17年）2月11日には、最後の卒業式を兼ねた閉校式が行われたが、このときに卒業した生徒は、わずか13名であった。地元の関係者を含む約200人が出席したこの式典では、自身も成城学園の卒業生で、第80代日本国総理大臣を務めた政治家、羽田孜もスピーチを行い、アルザス成城学園の第一期卒業生のひとりである次男羽田次郎とともに学校の閉鎖を惜しんだ。
アルザス成城学園の敷地建物は学校の閉鎖後、アルザス欧州日本学研究所（CEEJA）として使用されている。この学校における卒業者の各種証明書は、成城学園高等学校にて発行している。